# Ischnocnema verrucosa
Ischnocnema verrucosa es una especie de anfibio anuro de la familia Brachycephalidae.

## Distribución geográfica
Esta especie es endémica de Brasil. Habita a 700 m de altitud en los estados de Bahía, Espíritu Santo y Minas Gerais.

## Publicación original
- Reinhardt & Lütken, 1862 "1861" : Bidrag til Kundskab om Brasiliens Padder og Krybdyr. Förste Afdeling Paddern og Oglerne. Videnskabelige meddelelser fra den Naturhistoriske forening i Kjöbenhavn, vol. 1861, n.º 10/15, p. 143-242[5]